# Jerzy Grębosz
Jerzy Grębosz – polski fizyk, antropolog, popularyzator nauki.

## Życiorys
Absolwent I Liceum Ogólnokształcącego w Tarnowie. W 1980 roku uzyskał tytuł magistra inżyniera elektroniki na Akademii Górniczo-Hutnicza im. Stanisława Staszica w Krakowie. Uzyskał stopień doktora fizyki w 2002 roku w Instytutu Fizyki Jądrowej PAN na podstawie pracy pt. Separacja produktów jądrowej reakcji syntezy przy użyciu detektora jąder odrzutu; sterowanie eksperymentem i analiza danych przy użyciu technik orientowanych obiektowo. Habilitował się tamże w dziedzinie nauk fizycznych w 2012 roku na podstawie pracy pt. Nowe podejście do analizy online w eksperymentach spektroskopii jądra atomowego na wiązce przyśpieszonych jonów. Pracownik Instytutu Fizyki Jądrowej im. Henryka Niewodniczańskiego PAN od maja 1980 roku. 

## Dorobek
Autor wielu publikacji w zakresie fizyki jądrowej. Autor książek poświęconych tematyce języka programowania C++. Najbardziej znane jego książki to:
- Symfonia C++ Standard,
- Pasja C++,
- Opus magnum C++11,
- Misja w nadprzestrzeń C++14/17.

Autor widowisk popularyzujących naukę. W widowisku muzycznym Na styku dwóch nieskończoności wystąpił obok muzyka Józefa Skrzeka.
Realizator filmów popularnonaukowych. Najbardziej znane jego filmy to:
- Tajemniczy Świat Jąder Atomowych – nagrodzony „Srebrną Sową” na Krakowskim Przeglądzie Filmów Popularnonaukowych,
- Badamy Tajemnice DNA – nagrodzony „Złotym Kopernikiem” na festiwalu EDU-Kino (w Warszawie),
- Terapia protonowa nowotworów oka – opisujący zasadę i technikę terapii nowotworów za pomocą wiązki protonów wytwarzanej w cyklotronie.

Poznawał m.in. kulturę Buszmenów – Jest autorem artykułów z dziedziny antropologii kultury pierwotnych ludów Oceanii.